# 김응교
김응교는 대한민국의 시인이다.

## 활동
1987년 ≪분단시대≫에 시를 발표하고, 1990년 ≪한길문학≫ 신인상을 받았다. 1991년 ≪실천문학≫에 평론을 발표하면서 평론 활동도 시작했다.
시집 ≪씨앗/통조림≫과 평론집 ≪그늘−문학과 숨은 신≫, ≪한일쿨투라≫, ≪시인 신동엽≫, ≪이찬과 한국근대문학≫, ≪사회적 상상력과 한국시≫, ≪박두진의 상상력 연구≫, ≪韓國現代詩の魅惑≫(東京, 新幹社, 2007), 장편 실명소설 ≪조국≫ 등을 냈다.
번역서는 다니카와 슌타로의 ≪이십억 광년의 고독≫, 양석일 장편소설 ≪다시 오는 봄≫, ≪어둠의 아이들≫, 윤건차 사상집 ≪고착된 사상의 현대사≫, 오스기 사카에의 ≪오스기 사카에 자서전≫, 일본어로 번역한 고은 시선집 ≪いま, 君に詩が來たのか: 高銀詩選集≫(사가와 아키 공역, 東京, 藤原書店, 2007) 등이 있다. 